# Шин, Агриппина Васильевна
Агриппи́на Васи́льевна Шин (узб. Agrippina Vasilyevna Shin; 29 декабря 1958 года, Сырдарьинская область, Узбекская ССР, СССР) — узбекский государственный деятель и преподаватель, действующий министр дошкольного образования Республики Узбекистан с 19 октября 2017 года, заслуженный наставник молодёжи Узбекистана.

## Биография
Трудовую деятельность начала в 1980 году инженером научно-исследовательской лаборатории Ташкентского электротехнического института связи.
С 1987 по 2017 годы Агриппина Шин работала в Ташкентском профессиональном колледже информационных технологий (до 2004 года — среднее профессионально-техническое училище № 4 города Ташкента). Там она занимала должности: мастера производственного обучения, заместителя директора по учебно-производственной работе, директора.
В 2015 году была избрана в Сенат Олий Мажлиса Республики Узбекистан от города Ташкента. В верхней палате парламента она стала членом Комитета по вопросам международных отношений, внешнеэкономических связей, иностранных инвестиций и туризма.
19 октября 2017 года назначена на должность главы Министерства дошкольного образования, созданного несколькими неделями ранее. При этом она осталась членом Сената.
C 30 декабря 2022 года — заместитель министра (в должности министра её сменила Хилола Умарова).

## Награды
- Орден «Дустлик» (2008)[10][11]
- Орден «Мехнат шухрати» (2019)[12]
- Орден «За дипломатические заслуги» (2020)[13]